# Banea, Sliven
Banea (în bulgară Баня) este un sat în comuna Nova Zagora, regiunea Sliven,  Bulgaria. 

## Demografie
Componența etnică a satului Banea
     Bulgari (59,97%)
     Nicio identificare (16,02%)
     Turci (20,89%)
     Romi (0,54%)
     Altele (2,56%)
La recensământul din 2011, populația satului Banea era de 1.479 locuitori. Din punct de vedere etnic, majoritatea locuitorilor (59,97%) erau bulgari, cu o minoritate de turci (20,89%). Pentru 16,02% din locuitori nu este cunoscută apartenența etnică.